# Estrella verde (astronomía)
En el ámbito de la astronomía, se denomina estrella verde a una estrella blanca o azul que parece verde a causa de una ilusión óptica. Es decir, estas estrellas no son verdaderamente verdes, ya que el color de una estrella queda definido en gran medida por el espectro del cuerpo negro y el mismo nunca es verde. Sin embargo, hay unas pocas estrellas que según algunos observadores tienen un tono verde. Ello se debe a una ilusión óptica por la cual un objeto rojo puede hacer que algunos objetos en su proximidad se vean verdes. Existen algunos sistemas de varias estrellas, tales como Antares, con una estrella roja brillante donde por este fenómeno óptico parece que las estrellas del sistema son verdes.

## Por qué no se observan estrellas verdes

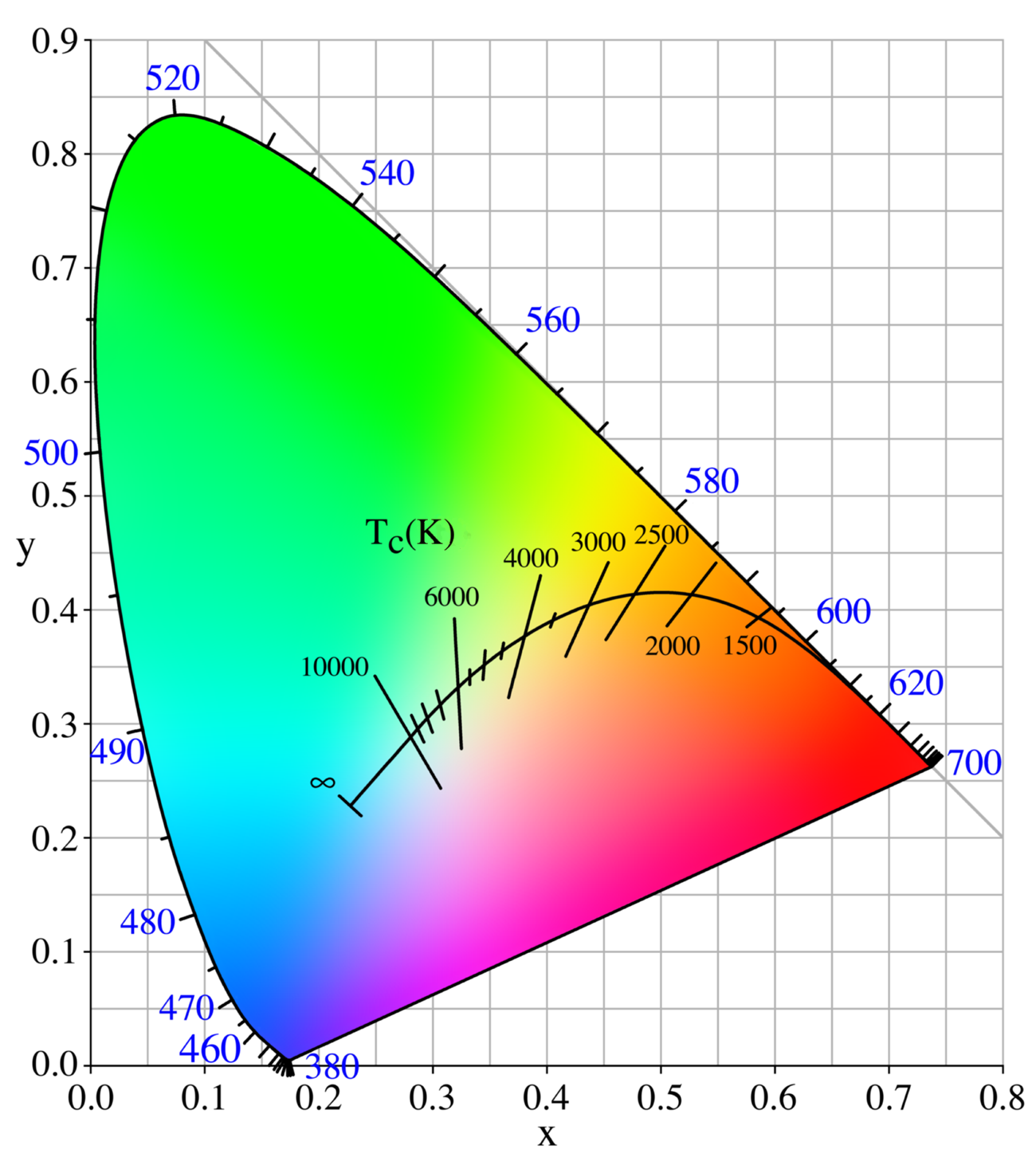
Los colores de la radiación del cuerpo negro y de la mayoría de las estrellas se encuentran en el Planckian locus (la línea negra curva cerca del medio del diagrama), con su temperatura correspondiente expresada en kelvins (in CIE 1931 espacio x,y). Los colores espectrales (arco iris) se encuentran en el sector externo curvo del diagrama, con sus longitudes de onda expresada en nanómetros.

Curvas del espectro de cuerpo negro de Planck para diversas temperaturas y comparación con la teoría clásica de Rayleigh-Jeans.

Por lo general una estrella se encuentra muy cerca de poderla considerar un cuerpo negro, a menos de una pocas líneas espectrales, por lo que su color es por lo general el color del cuerpo negro. El color del cuerpo negro se encuentra sobre la curva de Planck en el centro del diagrama que se presenta. Como se puede observar, dicha región pasa por el rojo, naranja, amarillo, blanco, y azul claros, y de hecho es posible observar muchas estrellas con estos colores. Pero la región no pasa por la zona del verde, índigo (azul oscuro) o violeta, y las estrellas que parecen tener estos colores son raras y la coloración observada depende de algún efecto óptico adicional.
Los colores de cuerpo negro de las estrellas a veces se confunden con los colores del espectro. Los colores espectrales (del arco iris) son aquellos en el sector curvo del lado derecho del diagrama. Tal como se puede observar los colores del arco iris rojo, anaranjado, amarillo y azul son prácticamente los mismos que los colores del cuerpo negro. Sin embargo, las estrellas cuya emisión máxima es de luz verde también emiten mucha luz roja y azul, y el sistema de visión humano interpreta a esta mezcla de colores como blancuzca en vez de verde. El hecho que algunos colores espectrales parecen coincidir con el color de las estrellas es más una rareza de la visión a color del ser humano que una propiedad de las estrellas: si se utiliza un instrumento tal como un espectroscopio que permite distinguir las longitudes de onda de la luz, entonces todos los colores espectrales son completamente distintos de los colores de las estrellas. Todas las estrellas suficientemente calientes poseen el mismo tono de color azul (y no violeta como a veces se suele mencionar). La razón de ello es que a temperaturas suficientemente elevadas (por encima de 20,000 K) todos los espectros de cuerpo negro se asemejan en el rango de la luz visible, si bien pueden diferenciarse mucho en longitudes de onda más cortas. Si bien pueden existir estrellas cuya máxima intensidad en las longitudes de onda visibles es la del color violeta, las mismas emiten más luz en las otras longitudes de onda de manera que parecen de un color celeste claro: el color en el extremo de la curva de Planck en vez del color en el extremo del espectro.
La visión a color del ser humano en realidad es más complicada que lo que sugiere la explicación previa, y el color con el cual se percibe un objeto depende no solo de la luz que emite, sino también de los colores de los objetos próximos. Por ejemplo, un objeto de color azul ubicado en proximidades de uno de color rojo puede parecer tener un tono verdoso; este efecto permite explicar muchas de los casos de estrellas con color aparente de tono verde.

### Imágenes con colores falsos

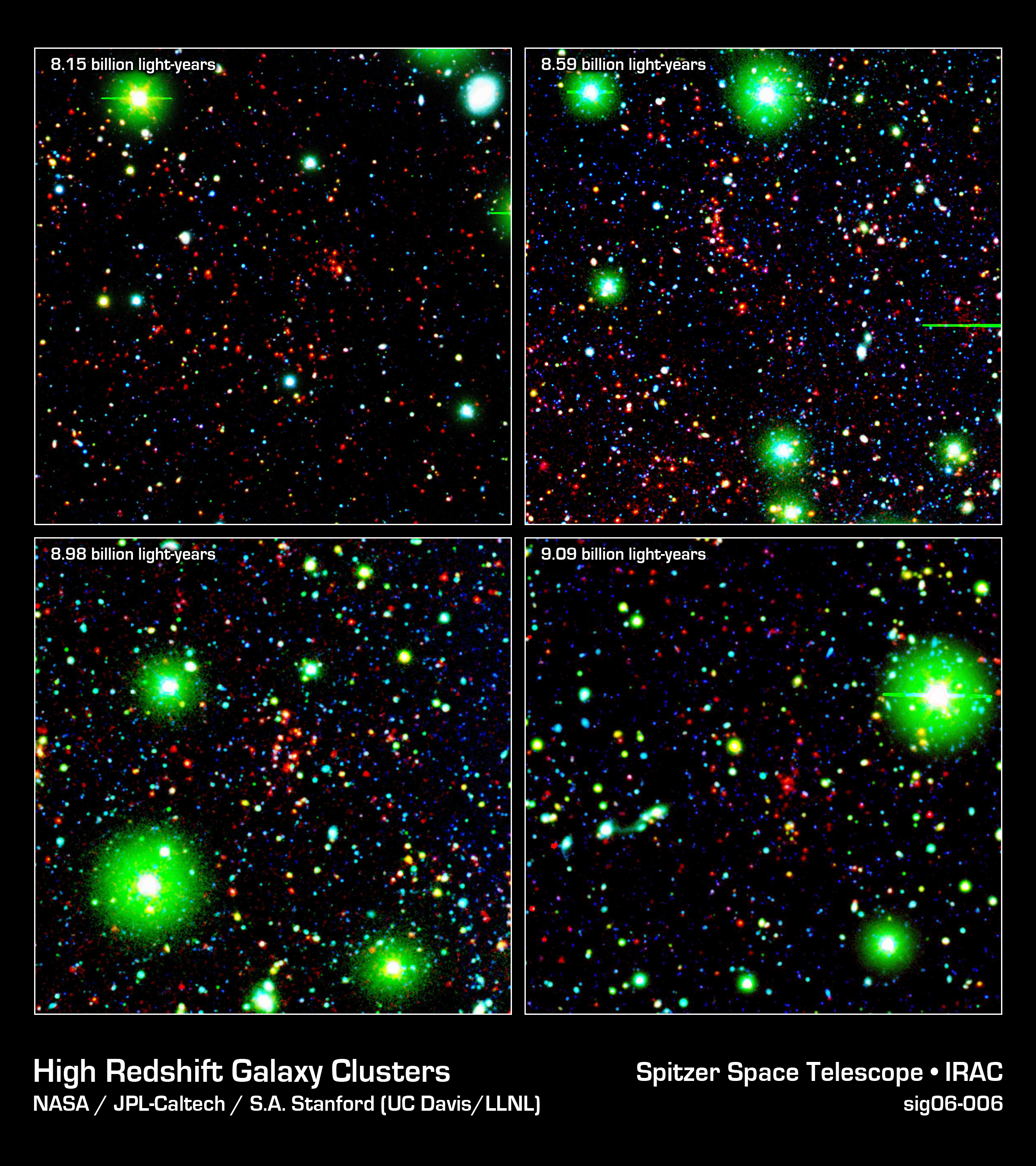
Los lóbulos verdes son imágenes de colores falsos de estrellas que en verdad no son verdes.

Las imágenes de cuerpos celestes a veces son impresas utilizando colores falsos, que puede hacer que ciertas estrellas se las represente de color verde.